# モード・パウラス
モード・パウラス（英語: Maud Alena Powlas）は、日本福音ルーテル教会宣教師であり日本において社会福祉の発展に寄与した。熊本県に於いて23の福祉施設を創設した。後にレイノア・ライン大学より社会事業博士の学位を受ける。

　1889（明治22）年に北アメリカのノースカロライナ州にて生を受け、1980（昭和55）年6月に召天。享年91歳。 パウラス姉妹共に日本の社会福祉に貢献した。モードは姉である。

## 略歴
1900（明治33）年　日本の宣教師となる目標を抱く。小学生

1918（大正7）年　宣教師として来日。29歳

1923（大正12）年　慈愛園創立（子供ホーム・老人ホーム・婦人ホーム）34歳

1941（昭和16）年　戦争によりアメリカへ帰国。52歳

1946（昭和21）年　日本に再来日。57歳

＊熊本市・荒尾市・別府にて幼児園・児童養護施設・保育園・母子寮を創設。

＊社会福祉法人慈愛園を組織し初代理事長となる。

＊更に慈愛村から基督教児童福祉会広安愛児園を創立し理事長となる。

1959（昭和34）年　日本福音ルーテル教会宣教師を勇退。70歳。アメリカへ帰国。

## 概略
1918年に来日し、熊本で児童福祉施設「慈愛園」を創設。慈愛園は、子供ホーム、婦人ホーム、老人ホームを含む施設で、家庭的な環境を提供することを目的としていた。

　モードは、戦争の影響で一時帰国したが、戦後再び日本に戻り、福祉活動を再開した。

　その後も多くの福祉施設の設立に関わり、日本の児童福祉の発展に寄与した。

　モードの活動は、日本の福祉施設のモデルとなり、現在もその理念が受け継がれている。
児童養護施設「慈愛園」や「広安愛児園」では、モードの理念に基づき、家庭的な環境を提供することで、子どもたちが愛情を受けながら成長できる場を作った。

　特に、モードが導入した小舎制養護の考え方は、日本の児童福祉施設のモデルとなり、現在も多くの施設で採用されている。これは、大規模な施設ではなく、小規模で家庭的な養護を提供することで、子どもたちがより安定した環境で育つことを目的としている。「愛と福祉のはざまに」という著書にもその思想が記されている。

　また、日本の福祉制度にも影響を与えた。例えば、養老院を「老人ホーム」と名称変更したことは、日本の福祉施設の標準的な呼び方となり、福祉のイメージをより温かいものに変えた。

　モードの理念は、単なる福祉活動にとどまらず、「愛を受ける立場から、他者に愛を分け与える人になる」という考え方を根付かせ、現在も多くの福祉施設で実践されている。

　補足ではあるが、戦後創立した基督教児童福祉会広安愛児園がキリスト教児童福祉会に名称変更をした後、カトリック系の聖母会からルーテル系のキリスト教児童福祉会(当時代表 森勉)に児童養護施設聖母愛児園の財産（経営）移管を行ったため、モード・パウラスの理念を受け継ぐ事業所が更に増えた。

## 表彰歴
1954（昭和29）年　熊日社会賞受彰

1957（昭和32）年　藍綬褒章

1959（昭和34）年　勲四等瑞宝章

1960（昭和35）年　日米修交通商百年記念米人功労者表彰

1979（昭和54）年　熊本市長（星子敏雄）より感謝状

1985（昭和60）年　熊本県近代文化功労賞授与

その他、全国社会福祉協議会長表彰、熊本県知事表彰、厚生大臣表彰2回

## 記念館
・慈愛園モード・パウラス記念資料館（旧宣教師館）登録有形文化財（建造物）登録番号：43－0086

## 書籍
・愛と福祉のはざまに モード・パウラス著 稲冨いよの訳 聖文舎

・モード・パウラスの物語「くるみの実のなるころ」潮谷總一郞著

・輝く奉仕者: 近代社会事業功労者伝 近代社会事業功労者伝刊行会,1955 751p

・社会事業に生きた女性たち: その生涯としごと ドメス出版, 1980 258p

・近代熊本の女たち, 第 1～2 巻 熊本日日新聞社, 1981 187p252p

・マーサ・B・エカードの冒険: 日本の女子教育・福祉に捧げたアメリカ女性宣教師 青山静子 ドメス出版, 2006 72p235p252p

・くまもとの女性史: 資料編 発行者くまもと女性史研究会, 2000 437p451p463p ISBN	4877550828, 9784877550820